# 1990 (album Achille Lauro)
1990 è il primo album di cover del cantautore e rapper italiano Achille Lauro, pubblicato il 24 luglio 2020 dalla Elektra Records.
Il singolo Scat Men, Sweet Dreams e lo stesso album 1990 sono stati certificati dischi d'oro.

## Descrizione
Il disco si compone di sette tracce che «rigenerano» hit mondiali anni Ottanta, Novanta e Duemila che vedono la partecipazione di Ghali, Capo Plaza, Gemitaiz, Massimo Pericolo, Annalisa ed Alexia.

## Tracce
1. 1990 (Back to Dance) – 3:31 (musica: Donald Lane Jr McCray, Edoardo Manozzi, Gerd Amir Saraf, Lauro De Marinis, Matteo Ciceroni, Melanie Thornton)
2. Scat Men (feat. Ghali & Gemitaiz) – 3:46 (musica: Antonio Nunzio Catania, Dario Faini, Gemitaiz, Ghali Amdouni, John Paul Larkin, Lauro De Marinis, Matteo Ciceroni)
3. Sweet Dreams (feat. Annalisa) – 3:00 (musica: Annie Lennox, Dave Steward)
4. You and Me (feat. Alexia & Capo Plaza) – 3:41 (musica: Alessia Aquilani, Lauro De Marinis, Matteo Ciceroni, Luca D'Orso, Robyx)
5. Summer's Imagine (feat. Massimo Pericolo) – 3:12 (musica: Alessandro Vanetti, Emanuele Asti, Emanuele Longo, Francesco Barbaglia, Lauro De Marinis, Matteo Ciceroni, Stefano Carrara)
6. Blu (feat. Eiffel 65) – 3:59 (musica: Gianfranco Randone, Lauro De Marinis, Massimo Gabutti, Matteo Ciceroni, Maurizio Lobina)
7. I Wanna Be an Illusion (feat. Benny Benassi) – 3:35 (musica: Alessandro Benassi, Daniela Galli, Emanuele Longo, Gregorio Calculli, Lauro De Marinis, Marco Benassi, Matteo Ciceroni)

Edizione deluxe
1. FM 19.90 - Amore in pillole – 0:37
2. 1990 (Back to Dance) – 3:31
3. FM 90.91 - 3 ore a notte – 1:02
4. Scat Men (feat. Ghali & Gemitaiz) – 3:46
5. FM 92.93 - Dissonanza emotiva – 0:46
6. Sweet Dreams (feat. Annalisa) – 3:00
7. FM 94.95 - Re della misère – 0:35
8. You and Me (feat. Alexia & Capo Plaza) – 3:41
9. FM 96.97 - Ave o Maria – 0:18
10. Summer's Imagine (feat. Massimo Pericolo) – 3:12
11. FM 98.99 - Il banco degli imputati – 1:42
12. Blu (feat. Eiffel 65) – 3:59
13. FM 20.00 - Non è Shakespeare – 0:34
14. I Wanna Be an Illusion (feat. Benny Benassi) – 3:35

### Campionamenti
I campionamenti delle tracce principali dell'album sono:
- Be My Lover del gruppo La Bouche (1995) per 1990 (Back to Dance)
- Scatman's world di Scatman John (1994) per Scat Men
- Sweet Dreams (Are Made of This) del duo Eurythmics (1983) per Sweet Dreams;
- Me and You di Alexia (1995) per You and Me
- The Summer Is Magic (1994) del gruppo Playahitty per Summer's Imagine
- Blue (Da Ba Dee) (1999) del gruppo Eiffel 65 per Blu
- Illusion (2003) del duo Benassi Bros per I Wanna Be an Illusion

## Classifiche

### Classifiche settimanali
| Classifica (2020) | Posizione massima |
| ----------------- | ----------------- |
| Italia            | 1                 |

### Classifiche di fine anno
| Classifica (2020) | Posizione |
| ----------------- | --------- |
| Italia            | 72        |